# Gioacchino (padre di Maria)
Gioacchino (Sefforis, I secolo a.C. – I secolo a.C.) è considerato dalla tradizione cristiana il padre di Maria, madre di Gesù ed è venerato come santo.
Gioacchino (in ebraico Jojakim) non è mai nominato nei testi biblici canonici; la sua storia è narrata in tre vangeli apocrifi: il Protovangelo di Giacomo (del 150 circa), il Vangelo dello pseudo-Matteo o Liber de ortu beatae Mariae Virginis (del V secolo) e l'Evangelium de nativitate Mariae (del VI secolo). A questi testi si sono poi ispirati gli scritti di sant'Agostino, di papa Innocenzo I e soprattutto la Legenda aurea di Jacopo da Varagine che ebbe grande diffusione e che rese popolare la sua figura.

## Agiografia
Gioacchino, uomo virtuoso e molto ricco della tribù di Giuda e della stirpe di Davide, si unì in matrimonio con Anna in età avanzata, dopo che ella era stata già sposata ed era rimasta vedova. Il loro matrimonio non produsse prole, anche dopo venti anni, a causa della presunta sterilità di Gioacchino: umiliato pubblicamente (un uomo di nome Ruben gli aveva impedito di sacrificare al tempio per non aver dato figli a Israele, cosa che nel mondo ebraico era vista come segno di una punizione divina per qualche misfatto), Gioacchino si ritirò nel deserto, tra i pastori. Mentre erano separati, un angelo sarebbe apparso ad Anna e le avrebbe annunciato l'imminente concepimento di un figlio: lo stesso angelo sarebbe apparso contemporaneamente in sogno anche a Gioacchino. I due si incontrarono alla Porta Aurea di Gerusalemme: gli autori medievali vedono nel loro casto bacio il momento dell'Immacolata Concezione di Maria.
Secondo la tradizione Anna e Gioacchino, con Maria bambina, abitavano a Gerusalemme nei pressi dell'attuale Porta dei Leoni, nella parte nord orientale della città vecchia, laddove ci sono i resti della piscina di Betzaeta. Oggi nel luogo dove avrebbero abitato e dove sarebbe cresciuta Maria sorge una chiesa costruita dai crociati nel XII secolo, dedicata a sant'Anna e custodita dai Padri Bianchi.

## Culto
La Chiesa ortodossa celebra la festa di san Gioacchino il 9 settembre e quella di sant'Anna il 26 luglio.
L'atteggiamento ufficiale della Chiesa cattolica nei confronti di Gioacchino è stato ambiguo: Giulio II autorizzò ai primi del Cinquecento la celebrazione della sua festa, che però mezzo secolo dopo Pio V soppresse. La festa fu ripristinata da Gregorio XV nel 1621 e solennemente confermata da Leone XIII. La data commemorativa è sempre stata il giorno 16 di agosto e lo è ancora nella messa tridentina ma, oggi, viene commemorato anche con la moglie Anna, per la quale papa Sisto IV aveva fissato la data della memoria liturgica al 26 luglio. Le stesse date sono quelle della Chiesa anglicana. Il 28 maggio 1906 papa San Pio X introdusse l'indulgenza di 300 giorni, lucrabile una volta al giorno, per l'invocazione a "San Gioacchino, sposo di Sant'Anna e padre della Beata Vergine".
Gioacchino è ricordato dalla Chiesa copta il 2 aprile; da quella maronita il 20 novembre, dalla Chiesa ortodossa siriaca il 25 luglio.
La famiglia di Imran (Gioacchino) è il titolo della terza sura del Corano (la quarta più lunga), ma in realtà nel Corano vi è confusione tra Maria madre di Gesù e Maria sorella di Mosè: «Infatti, nella Sura III, 33-36, Maria/Maryam, la madre di Gesù, è detta figlia di ‘Imrân. ‘Imrân è il padre di Mosè. Similmente, nella Sura XIX, 28, Maria/Maryam è detta sorella di Aronne – Aronne è il fratello di Mosè. Per la maggior parte degli studiosi musulmani Maria/Myriam è sia sorella di Mosè sia madre di Gesù. Una minoranza di studiosi musulmani ritiene che si debba ipotizzare l'esistenza di due ‘Imrân, l'uno padre di Mosè e l'altro padre di Maria, e che l'espressione "sorella di Aronne" si debba interpretare come "discendente della stirpe di Aronne"».

## Iconografia
Gli episodi della storia di Gioacchino e Anna vengono spesso rappresentati nelle raffigurazioni della Vita Christi; celebri quelle di Giotto del 1305 nella cappella degli Scrovegni, a Padova.

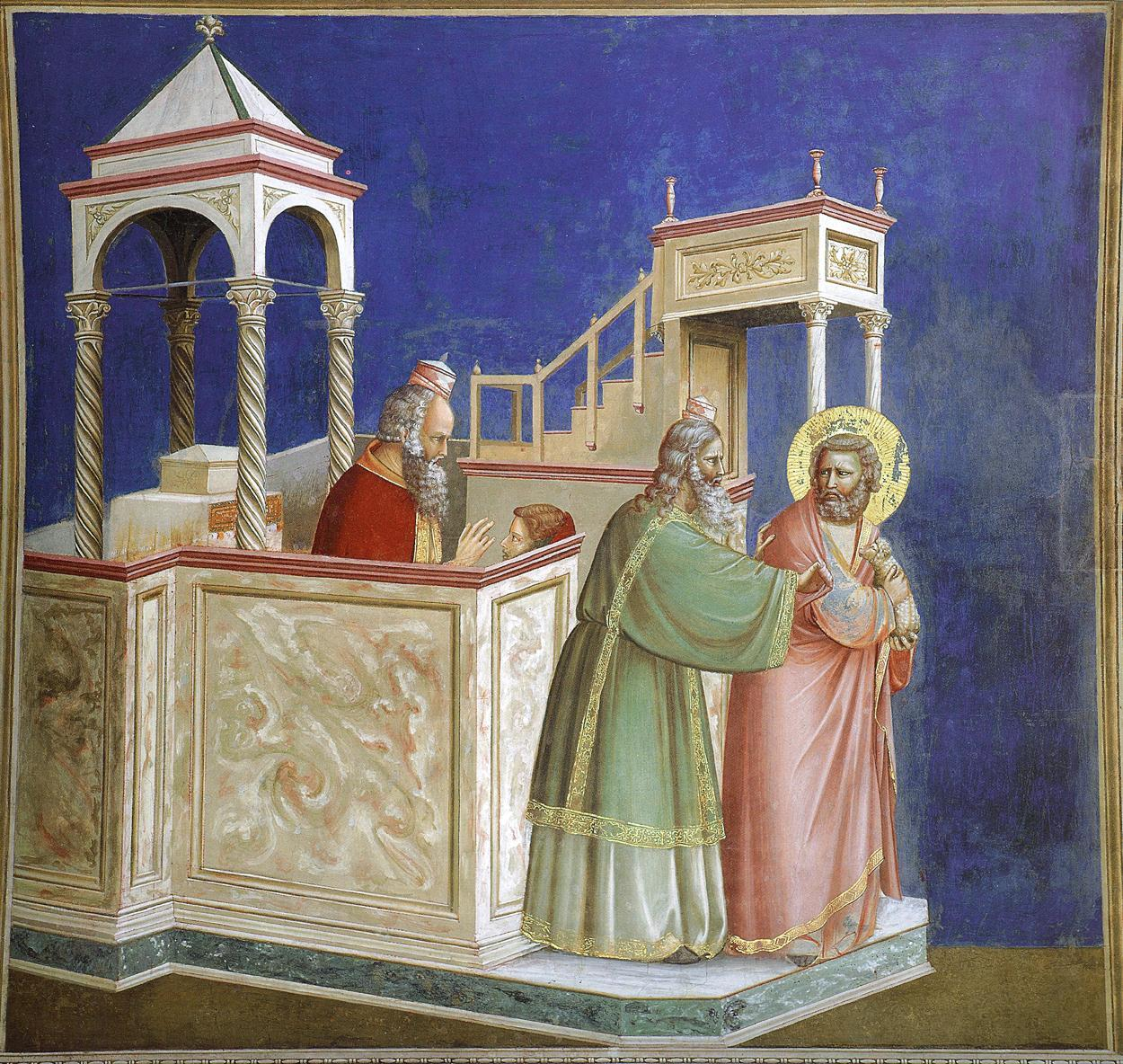
Cacciata di Gioacchino
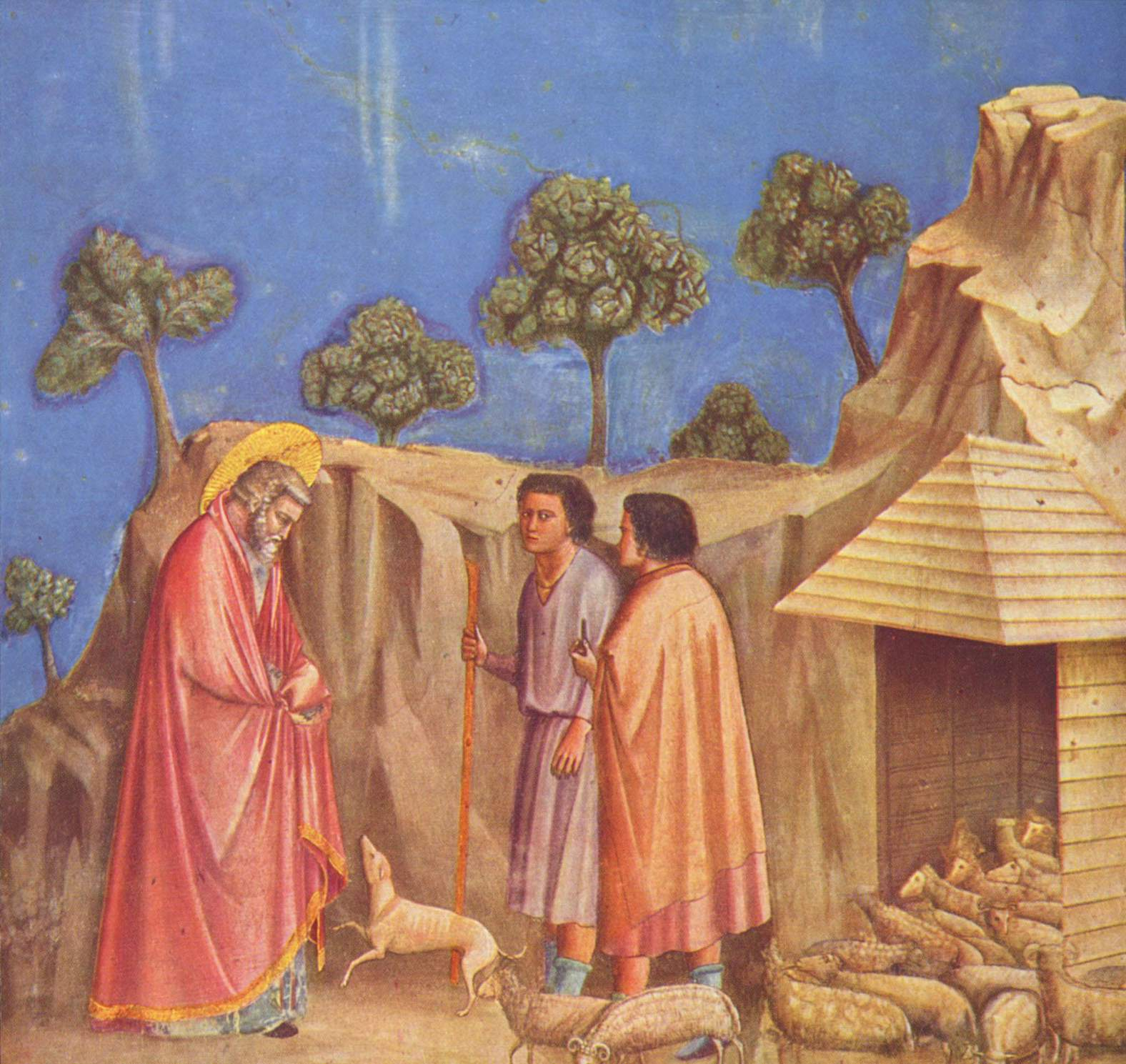
Ritiro di Gioacchino tra i pastori
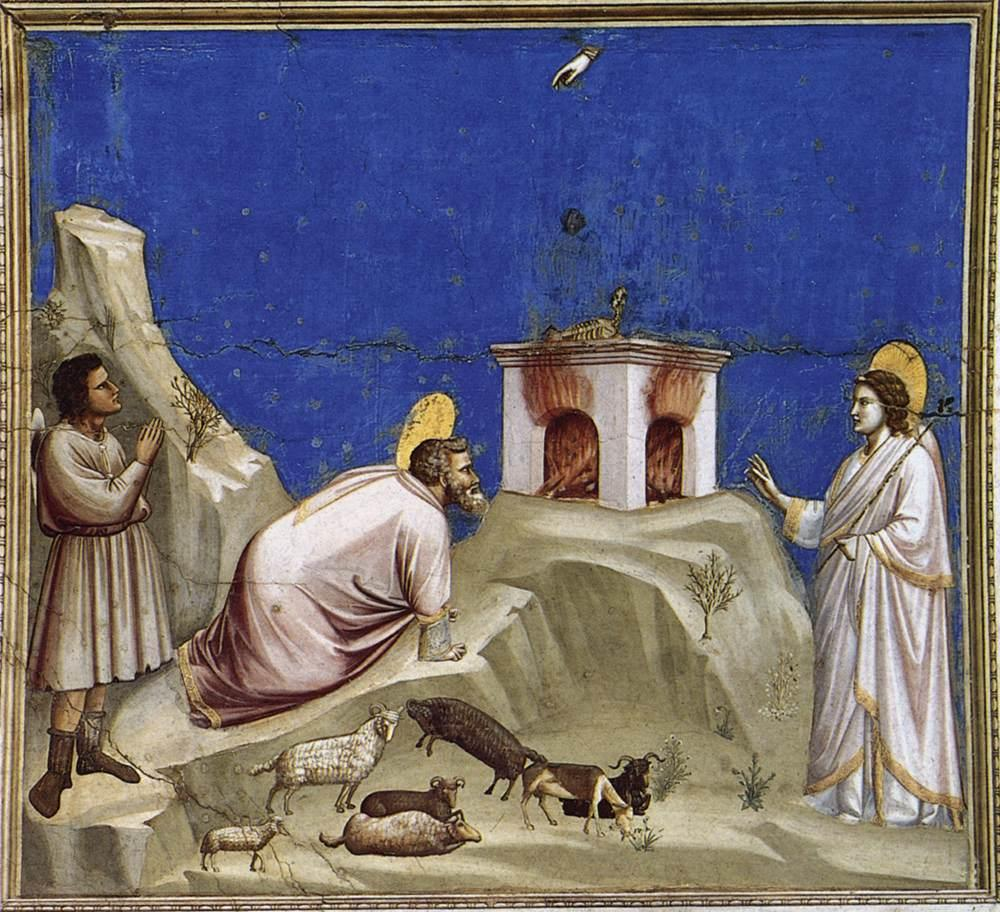
Sacrificio di Gioacchino
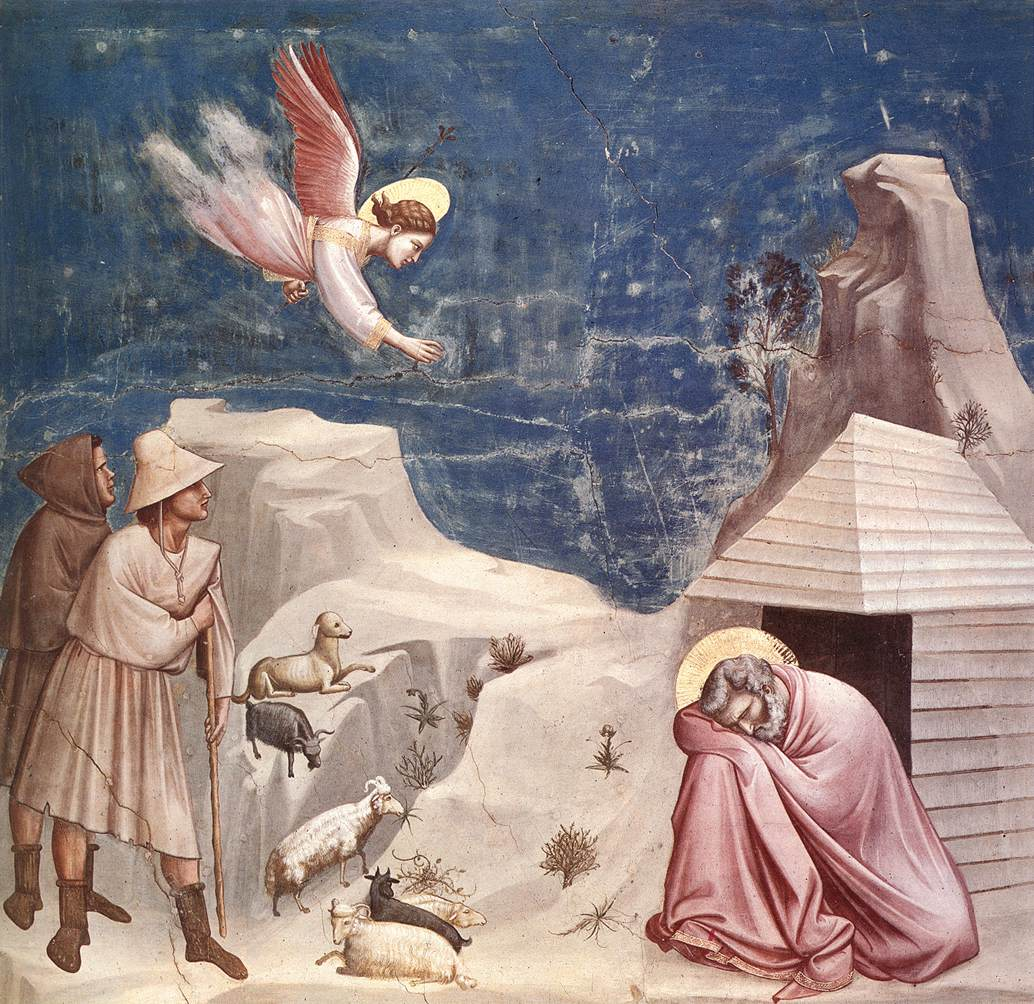
Sogno di Gioacchino
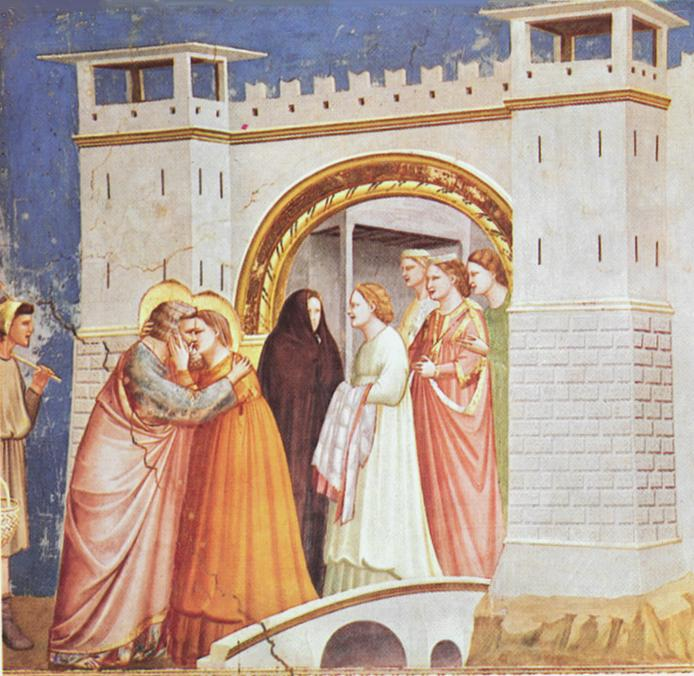
Incontro di Anna e Gioacchino alla Porta d'Oro